# Athletic Club (Minas Gerais)
O Athletic Club, mais conhecido como Athletic, é um clube esportivo brasileiro da cidade de São João del-Rei, no estado de Minas Gerais.
É o único clube da Região Centro-Sul Mineira (Campo das Vertentes) disputando a Primeira Divisão do Campeonato Mineiro. Em 2024, pela primeira vez na história, conquistou o acesso à Série B do Campeonato Brasileiro.

## Infraestrutura física
Possui sedes nos bairros de Matosinhos e Centro. 
Manda seus jogos de futebol no Estádio Joaquim Portugal, no bairro de Matosinhos.

## História

### Fundação
Foi fundado em 27 de junho de 1909. 
«Fundação do Atlético Futebol Clube, tendo sido eleita a sua 1ª diretoria:
- Presidente: Omar Telles Barbosa
- Vice-presidente: Mário Mourão
- Secretários: José Lúcio e Amadeu de Barros
- Tesoureiro: Abydo Yunes
- Capitães: José Rios e José de Oliveira Lima
- Procurador: Guilherme Resende.»

Deve-se a Omar Telles Barbosa a convocação da histórica reunião de que resultou a fundação do então Atlético Futebol Clube. O nome atual, Athletic Club, foi adotado a partir de 10 de agosto de 1913. Não reflete ligação ou inspiração com o clube também mineiro Atlético Mineiro, de Belo Horizonte.

### Centenário
Em junho de 2009, o clube comemorou seu centenário.

### Relevância regional
É o time do Campo das Vertentes com mais participações na elite do futebol mineiro com ampla vantagem para o segundo colocado, o Villa do Carmo, de Barbacena.

## Retorno ao futebol profissional

### 2018

#### Campeonato Mineiro- Segunda Divisão
Em 2018, o clube retornou ao futebol profissional após 48 temporadas, disputando o Campeonato Mineiro da Segunda Divisão de 2018, equivalente à terceira divisão do futebol mineiro.
O Athletic se classificou em terceiro colocado na primeira fase. Nas semifinais, eliminou o Valério, e conquistou o acesso ao Campeonato Mineiro Módulo II de 2019.
A decisão do título foi contra o Coimbra. O primeiro jogo ficou 0–0; no jogo decisivo, outro empate, dessa vez por 1–1. Na decisão de pênaltis, o Coimbra levou a melhor, por 4–2.

### 2019

#### Campeonato Mineiro- Módulo II
Em 2019, o Athletic participou do Módulo II, terminando na sétima colocação e permanecendo na competição. 

### 2020

#### Campeonato Mineiro -Módulo II
No ano de 2020, o time terminou a fase classificatória na segunda colocação, se classificando para o quadrangular final. 
Na fase final, terminou novamente na vice-liderança, conquistando o vice-campeonato do Módulo II e sendo promovido ao Módulo I de 2021.

### 2021

#### Campeonato Mineiro
Em 2021, o Athletic disputou o primeiro nível do campeonato estadual, chamado de Campeonato Mineiro Módulo I de 2021, pela segunda vez em sua história. Terminou na 8º colocação, se classificando para a Taça Inconfidência.
Nas semifinais, enfrentou a URT, jogando em Patos de Minas, e empatou por 1–1 no tempo normal. Nos pênaltis, o Athletic foi superado por 3–2.

### 2022

#### Campeonato Mineiro
O Athletic fez uma campanha histórica no Campeonato Mineiro de 2022, terminando na segunda colocação na primeira fase, e se classificando assim para o Campeonato Brasileiro de 2023 - Série D, e também para a Copa do Brasil de 2023.
Nas semifinais do estadual, acabou sendo eliminado pelo Cruzeiro, sendo assim, teve que disputar o título do Campeonato Mineiro do Interior, contra a Caldense.
Na decisão de terceiro lugar, após empate nos dois jogos, o time de São João del-Rei venceu o Caldense nos pênaltis, se sagrando Campeão do Interior.

### 2023

#### Recopa Mineira
O Athletic Club começou o ano conquistando a Recopa Mineira de 2023 após vencer o Democrata GV por 1x0.

#### Campeonato Mineiro
O time foi mais uma vez Campeão Mineiro do Interior, sendo o único fora da capital a se classificar para a semifinal do Campeonato Mineiro de 2023. Os outros classificados foram: Cruzeiro, América e Atlético, os três de Belo Horizonte.
Na semifinal, foi eliminado pelo Atlético.. A partida realizada contra o Clube Atlético Mineiro no Estádio Joaquim Portugal marcou a volta do clube da capital à cidade de São João del Rei após 38 anos. Jogando pelo Atlético Mineiro, o atacante Hulk perdeu um penalti e o Athletic venceu em casa por um a zero, com um gol de penalti cobrado por Jonathan. No jogo da volta, Hulk fez o gol na Arena Independência e de acordo com as regras do campeonato, o Atlético Mineiro precisava somente de uma vitória, pois tinha perdido o jogo anterior, sendo assim o time da capital classificou-se para a final.

#### Copa do Brasil
O time foi eliminado na primeira fase da Copa do Brasil de 2023 pelo Brasiliense no placar de 1-1 (o Brasiliense passou pela regra do gol fora).

#### Campeonato Brasileiro- Série D
O Campeonato Brasileiro de Futebol de 2023 - Série D foi o primeiro torneio nacional disputado pelo time de São João del-Rei; o Athletic fez boa campanha na primeira fase, acabando em primeiro lugar do Grupo 6 com 29 pontos, passando pelo Brasiliense na segunda fase e pelo Camboriú nas oitavas de final, conquistando o acesso para a Série C de 2024 após vencer a equipe do Bahia de Feira por 2-1 no agregado, também garantindo a vaga do Ipatinga Futebol Clube para a Série D de 2024, essa sendo a primeira vez que o clube disputará a Série C, apenas 5 anos após ter seu departamento de futebol profissional reativado.. O Athletic foi eliminado pela Associação Ferroviária de Esportes perdendo no jogo da ida por um a zero em Arena Fonte Luminosa em Araraquara.. No jogo da volta, o Esquadrão perdeu por dois a um jogando na Arena Independência. 

#### Amistoso
Em 31 de março, jogando fora de casa, no Estádio São Januário, o Athletic Club, realizou uma partida amistosa contra o Vasco da Gama, vencendo o jogo por 2 a 0, com dois gols de Sassá. Nas arquibancadas somente autistas e seus familiares assistiram o jogo em homenagem ao Dia Mundial de Conscientização do Autismo que é realizado anualmente no dia 2 de abril.

### 2024

#### Campeonato Mineiro
O time disputará o Campeonato Mineiro - Módulo I novamente em 2024, por ter vencido o Campeonato Mineiro do Interior 2023.

#### Copa do Brasil
O time disputou a Copa do Brasil de 2024, por ter vencido o Campeonato Mineiro do Interior em 2023.
Na primeira fase, eliminou o Volta Redonda por 1x0. Na segunda fase, no entanto, foi derrotado por 2x0 para o CRB e eliminado da competição.

#### Campeonato Brasileiro Série C
O time conseguiu o acesso o Campeonato Brasileiro de Futebol de 2024 - Série C após campanha positiva na Série D de 2023.

#### Acesso aoCampeonato Brasileiro Série B2025
O Athletic, após uma campanha histórica na Série C, se classificou na fase de grupos para a promoção e após a vitória contra o Londrina por 2 a 1, conseguiu o acesso à Série B de 2025. Ainda na competição, conseguiu a vaga para a final, contra o Volta Redonda, onde foi derrotado por 3 a 0 no agregado, 1 a 0 fora no jogo de ida e 0 a 2 no jogo de volta dentro de casa, terminando na 2ª colocação.
O clube conquistou o bicampeonato da Taça Inconfidência ao derrotar o Uberlândia no placar agregado em 5x2.

## Elenco atual
Atualizado em 16 de janeiro de 2025

## Relações públicas

### Morte de Pelé
O time se manifestou com pesar pela morte do Rei do Futebol, Pelé, em dezembro de 2022.

### Beneficência

#### Doação de sangue
O time promove anualmente uma campanha de doação de sangue para a instituição estadual Hemominas (Fundação Centro de Hematologia e Hemoterapia do Estado de Minas Gerais), que possui uma filial no município de São João del-Rei.

#### Campanha do Agasalho
O time participa da campanha para doação de agasalhos, realizada no outono/inverno no município de São João del-Rei.

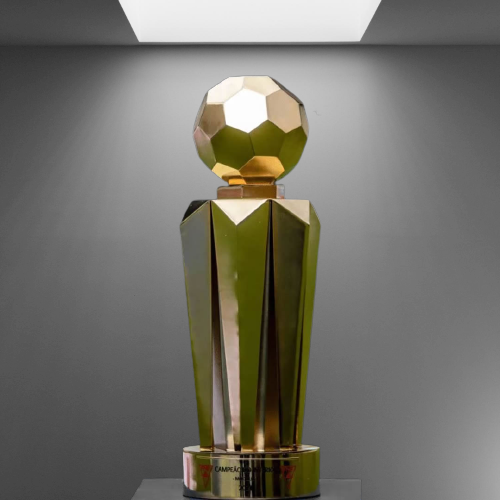
Taça do Campeonato Mineiro do Interior de 2022

## Títulos
| ESTADUAIS       | ESTADUAIS                      | ESTADUAIS | ESTADUAIS |
|                 | Competição                     | Títulos   | Temporadas |
| --------------- | ------------------------------ | --------- | --- |
|                 | Recopa Mineira                 | 1         | 2023 |
|                 | Campeonato Mineiro do Interior | 2         | 2022 e 2023 |
|                 | Taça Inconfidência             | 2         | 2024 e 2025 |
| INTERMUNICIPAIS |                                |           | |
|                 | Competição                     | Títulos   | Temporadas |
|                 | Liga Sportiva Oeste de Minas   | 3         | 1937, 1938 e 1939 |
| MUNICIPAIS      |                                |           | |
|                 | Competição                     | Títulos   | Temporadas |
|                 | Citadino de São João del-Rei   | 26        | 1946, 1947, 1949, 1950, 1952, 1954, 1960, 1961, 1962, 1963, 1965, 1968, 1971, 1973, 1974, 1976, 1978, 1981, 1982, 1983, 1984, 1985, 1986, 1993, 1997 e 2009 |

### Vice-campeonatos
- Campeonato Mineiro - Segunda Divisão  de 1969, 2018.[55]
- Campeonato Mineiro - Módulo II de 2020.
- Campeonato Brasileiro - Série C de 2024

## Estatísticas

### Participações
|  | Participações em 2025 |

| Competição   | Competição           | Temporadas | Melhor campanha            | Estreia | Última | P | R |
| Minas Gerais | Campeonato Mineiro   | 6          | 3º colocado (2022 e 2023)  | 1970    | 2025   |   | – |
| Minas Gerais | Módulo II            | 5          | Vice-campeão (2020)        | 1966    | 2020   | 1 | – |
| Minas Gerais | Segunda Divisão      | 2          | Vice-campeão (1969 e 2018) | 1969    | 2018   | 1 |   |
| Minas Gerais | Troféu Inconfidência | 3          | Campeão (2024 e 2025)      | 2021    | 2025   |   |   |
| Brasil       | Série B              | 1          | Estreia (2025)             | 2025    | 2025   | – | – |
| Brasil       | Série C              | 1          | Vice-campeão (2024)        | 2024    | 2024   | 1 | – |
| Brasil       | Série D              | 1          | 3º colocado (2023)         | 2023    | 2023   | 1 |   |
| Brasil       | Copa do Brasil       | 3          | 2ª fase (2024 e 2025)      | 2023    | 2025   |   |   |

### Histórico em competições oficiais
Copa do Brasil
 Série D
 Série C
 Campeonato Mineiro - Módulo I ou divisão principal
1- Durante o decorrer do tempo, as divisões do campeonato mineiro tiveram várias denominações diferentes, então a classificação está distribuída de acordo com os níveis, do 1º ao 3º.
 Campeonato Mineiro - Módulo II ou segundo nível profissional
 Campeonato Mineiro - Segunda Divisão ou terceiro nível profissional